# Artūrs Irbe
Artūrs Irbe (Riga, 2 febbraio 1967) è un ex hockeista su ghiaccio e allenatore di hockey su ghiaccio lettone, fino al 1991 sovietico.

## Palmarès

### Mondiali
- 2 medaglie (con l'Unione Sovietica):
  - 2 ori (Svezia 1989; Svizzera 1990)